# Gare de Précy-sur-Oise
La gare de Précy-sur-Oise est une gare ferroviaire française de la ligne de Pierrelaye à Creil, située sur le territoire de la commune de Précy-sur-Oise, dans le département de l'Oise en région Hauts-de-France.
C'est une gare SNCF desservie par les trains du réseau Transilien Paris-Nord (ligne H).

## Situation ferroviaire
Établie à 30 mètres d'altitude, la gare de Précy-sur-Oise est située au point kilométrique (PK) 57,325 de la ligne de Pierrelaye à Creil, entre les gares de Boran-sur-Oise et de Saint-Leu-d'Esserent.

## Histoire
Un premier point d'arrêt est ouvert en 1847. La gare actuelle est édifiée en 1862 par la Compagnie des chemins de fer du Nord.

## Frequentation
Selon les estimations de la SNCF, la fréquentation annuelle de la gare s'élève aux nombres indiqués dans le tableau ci-dessous.
| Année               | 2022   | 2021   | 2020   | 2019   | 2018   | 2017   | 2016   | 2015   |
| ------------------- | ------ | ------ | ------ | ------ | ------ | ------ | ------ | ------ |
| Nombre de voyageurs | 75 302 | 64 068 | 42 717 | 75 241 | 77 790 | 77 825 | 74 661 | 78 127 |

## Service des voyageurs

### Accueil
Gare SNCF/Transilien, elle dispose d'un bâtiment voyageurs, avec guichet, ouvert les lundi et mardi (exceptionnellement fermé depuis décembre 2023). Elle est équipée d'un automate pour l'achat de titres de transport Transilien.t
Une passerelle permet la traversée des voies et le passage d'un quai à l'autre.

### Desserte
Précy-sur-Oise est desservie par les trains du réseau Paris-Nord du Transilien.

### Intermodalité
Un parc pour les vélos et un parking pour les véhicules y sont aménagés. La gare est desservie par les lignes 635, 649, 6203, 6206 et 6243 du réseau interurbain de l'Oise.

Installations
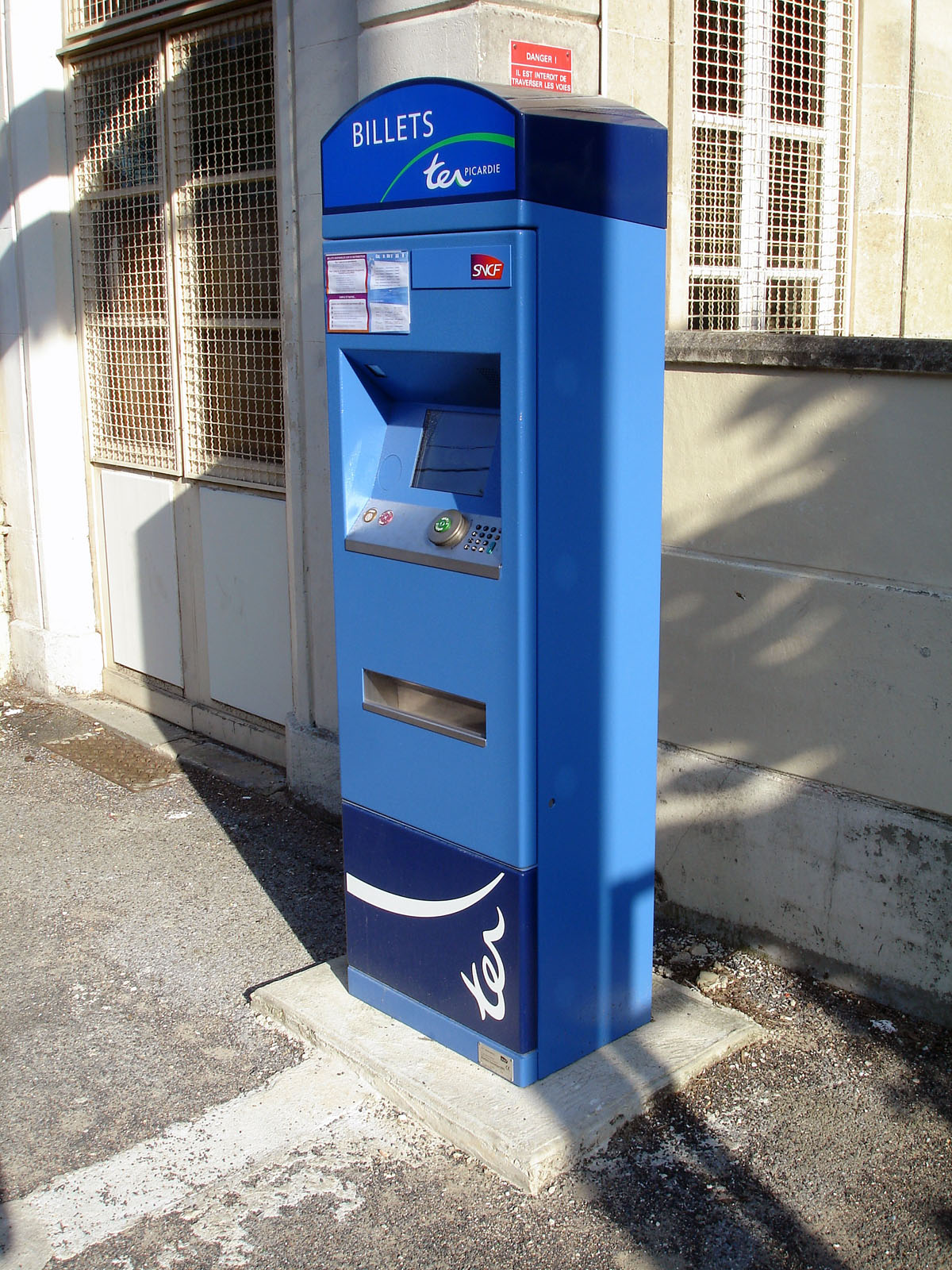
Automate TER Picardie
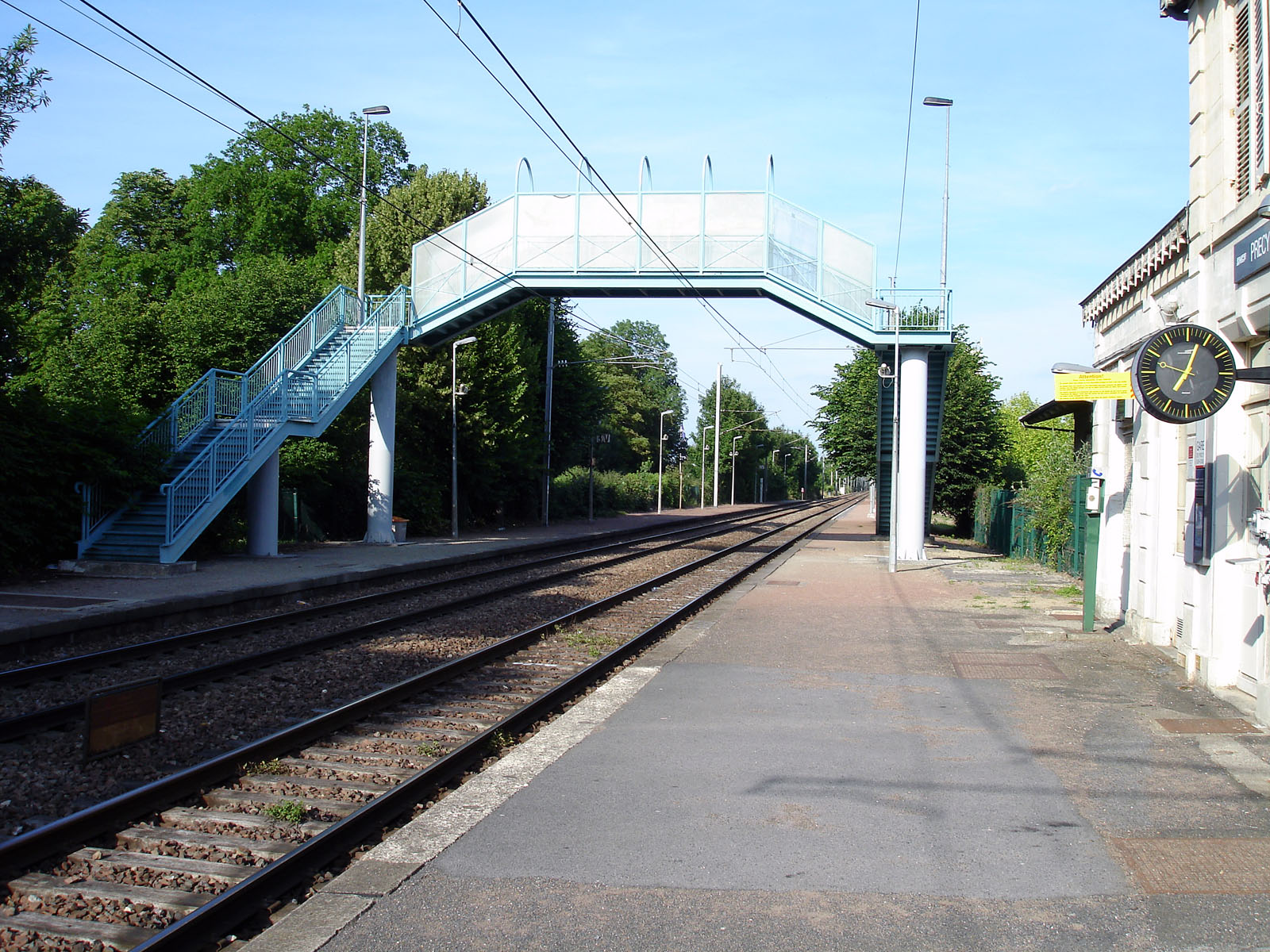
Passerelle.
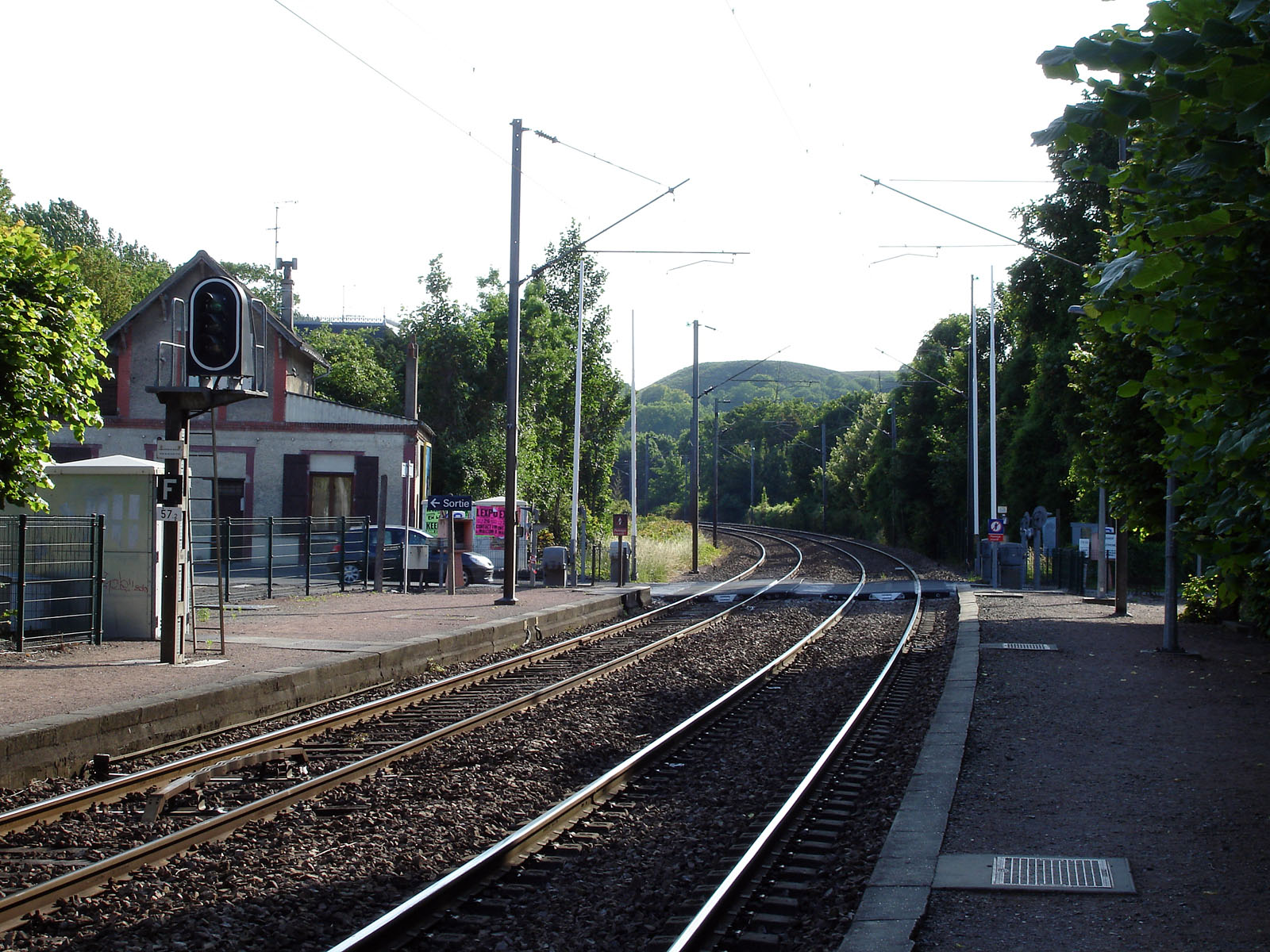
Direction de Pontoise.
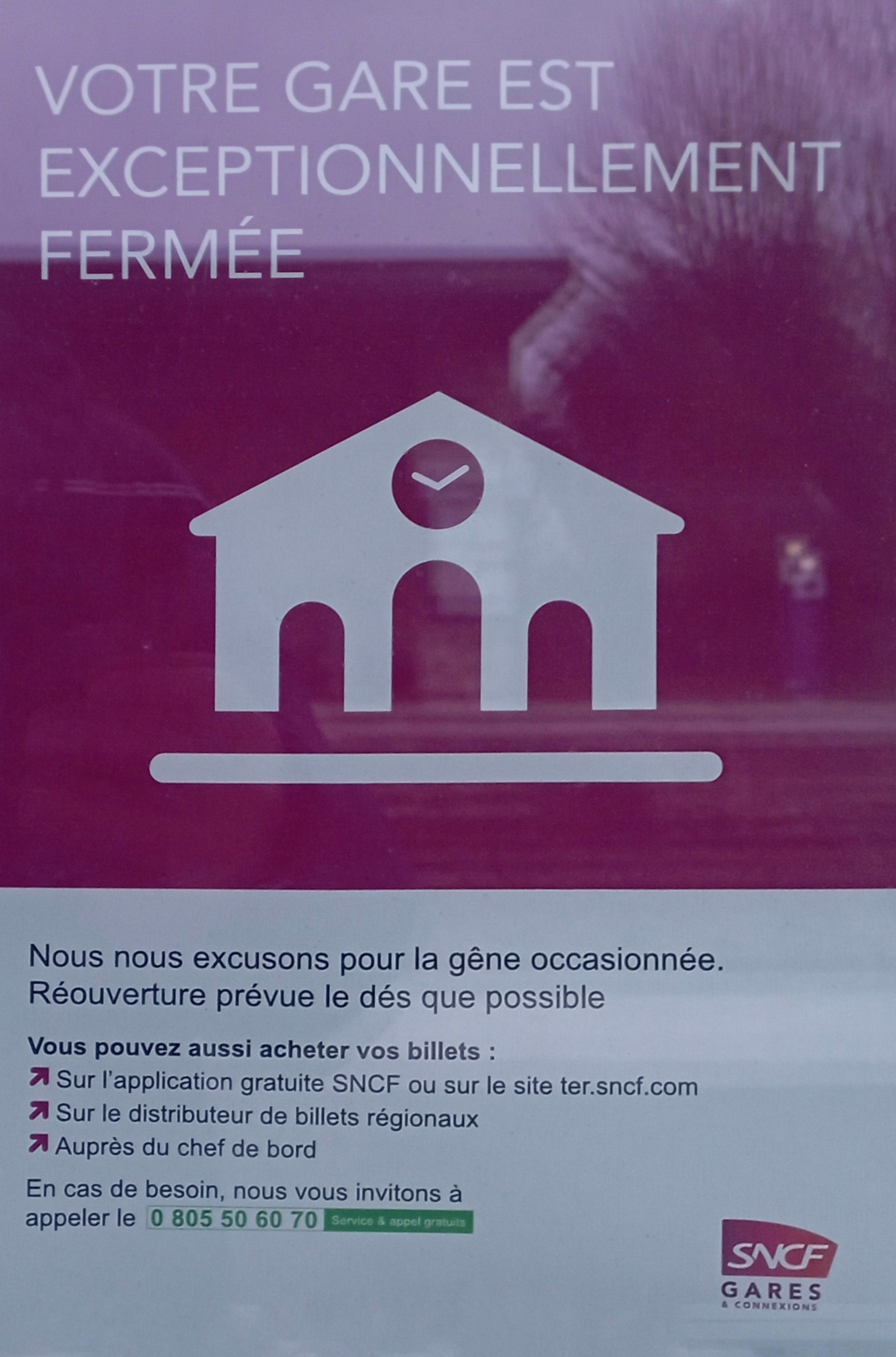
Affiche au 21/02/2024